# 3 februari
3 februari is de 34ste dag van het jaar in de gregoriaanse kalender. Hierna volgen nog 331 dagen (332 dagen in een schrikkeljaar) tot het einde van het jaar.

## Gebeurtenissen
- Algemeen
  - 1731 - Het Koninklijk paleis in Brussel wordt totaal door brand verwoest.
  - 1825 - De provincies Groningen, Friesland en Overijssel worden getroffen door ernstige dijkdoorbraken en overstromingen waardoor meer dan 800 mensen het leven laten.
  - 1916 - Tristan Tzara publiceert in Zürich zijn Dada-manifest.
  - 1959 - Buddy Holly, Ritchie Valens en The Big Bopper komen om bij een vliegtuigongeluk. Deze dag wordt bekend als "The day the music died" (De dag waarop de muziek stierf).[1]
  - 1978 - Marci, de 11-jarige dochter van couturier Calvin Klein, wordt slachtoffer van een tien uur durende ontvoering.
  - 1985 - Desmond Tutu wordt geïnstalleerd als eerste zwarte bisschop van Zuid-Afrika.
  - 1998 - Een laagvliegende Amerikaanse militaire straaljager vliegt in het Italiaanse skioord Cavalese de kabel van een skilift kapot waardoor een gondel van een kabelbaan 200 meter naar beneden stort en 20 mensen omkomen.
  - 1998 - Karla Faye Tucker is de eerste vrouw sinds 135 jaar op wie in Texas de doodstraf wordt toegepast.
  - 2016 - Bij een explosie in een vliegtuig, een Airbus A321 van Daallo Airlines, wordt een gat in de romp geslagen, waardoor een man naar buiten wordt gezogen. Het toestel is onderweg van de Somalische hoofdstad Mogadishu naar Djibouti.
  - 2020 - De eerste besmetting met het coronavirus SARS-CoV-2 (Covid-19) werd vastgesteld in België. De patiënt was een van de negen Belgische geëvacueerden die de dag ervoor met een vliegtuig arriveerden uit de Chinese stad Wuhan. Dit betekende de start van de Coronacrisis in België.
- Media
  - 2008 - Een aflevering van het Nederlandse tv-programma Peter R. de Vries, misdaadverslaggever over de zaak-Holloway trekt 7 miljoen kijkers.
  - 2023 - De finale van het AVROTROS televisieprogramma Op zoek naar Danny & Sandy wordt gewonnen door Tristan van der Lingen en Danique Graanoogst.[2][3]
- Muziek
  - 2024 - Bij de uitreiking van de Qmusic Top 40 Awards ontvangt David Guetta twee awards (Beste artiest internationaal en Beste DJ act internationaal). Andere winnaars zijn: Marco Schuitmaker en Cian Ducrot (Beste nieuwkomer nationaal en internationaal), Maan ft. Goldband en Miley Cyrus (Grootste Hit nationaal en internationaal), Claude (Beste artiest nationaal), Suzan & Freek en Coldplay (Beste Live Act nationaal en internationaal), Kris Kross Amsterdam (Beste DJ act nationaal).[4]
- Oorlog
  - 1945 - Begin van de Slag om Manilla, die tot 3 maart zal duren en waarin 12.000 Japanse soldaten sneuvelen. Een groot aantal Filipijnse burgers komt om.
  - 1945 - De geallieerden bombarderen Berlijn, waarbij 3000 ton bommen neerkomt op de woonwijken.
  - 1953 - Portugese kolonisten richten op Sao Tomé een bloedbad aan onder de Afrikaanse bevolking.
- Politiek
  - 1451 - Sultan Murat II van het Ottomaanse Rijk sterft en wordt opgevolgd door zijn zoon Mehmet II.
  - 1475 - Johan IV van Nassau-Siegen wordt opgevolgd door zijn zoons Engelbrecht II en Johan V.
  - 1921 - In München vindt de eerste massabijeenkomst van de NSDAP plaats.
  - 1941 - De nazi's brengen Pierre Laval weer aan de macht in Vichy-Frankrijk.
  - 1958 - Oprichting van de Benelux. Het verdrag tussen België, Nederland en Luxemburg werd getekend in Den Haag.
  - 1988 - Iran-Contra-affaire: Het Huis van Afgevaardigden van de VS weigert Ronald Reagans verzoek $36,25 miljoen hulp te sturen aan de Nicaraguaanse Contras.
  - 1989 - Dictator Alfredo Stroessner van Paraguay wordt afgezet door de legerleiding onder leiding van generaal Andrés Rodríguez en vlucht naar Brazilië.
  - 1992 - In Venezuela mislukt een poging tot staatsgreep onder leiding van luitenant-kolonel Hugo Chávez.
  - 1994 - België - De staatshervorming is eindelijk rond. Zij begon in 1970 met de vastlegging van de taalgrens.
- Religie
  - 313 - Edict van Milaan: Constantijn de Grote en medekeizer Licinius erkennen tijdens een conferentie in Milaan het Christendom in het Romeinse Rijk. Het edict zorgt voor godsdienstvrijheid en gelijkgerechtigheid, in het bijzonder voor christenen.
- Sport
  - 1924 - Canada verslaat de Verenigde Staten met 6-1 in de finale van het Olympisch ijshockeytoernooi in Chamonix-Mont-Blanc, en prolongeert daarmee tevens de wereldtitel.
  - 1954 - De tiende Elfstedentocht wordt gewonnen door Jeen van den Berg.
  - 2012 - De Engelse bond ontneemt John Terry de aanvoerdersband van het Engels voetbalelftal omdat de verdediger beschuldigd wordt van racistisch gedrag tegen QPR-speler Anton Ferdinand.
  - 2016 - VVSB bereikt als amateurclub de halve finale van de KNVB beker.
  - 2019 - Mathieu van der Poel wint in Bogense de wereldtitel veldrijden. Tennisster Kiki Bertens wint in Sint-Petersburg haar achtste WTA-titel. Michael van Gerwen wint voor de vijfde keer achter elkaar de The Masters.
  - 2023 - Patrick Roest pakt de titel op de 5.000 meter bij de Nederlandse kampioenschappen schaatsen afstanden 2023 in Heerenveen. Het is de vierde keer dat Roest dit lukt. Marcel Bosker en Jorrit Bergsma grijpen de overblijvende ereplaatsen.[5]
  - 2023 - Merijn Scheperkamp wint in Heerenveen bij de Nederlandse kampioenschappen schaatsen afstanden 2023 beide wedstrijden over 500 meter en is kampioen. Het zilver en brons zijn voor Hein Otterspeer en Stefan Westenbroek.[5]
  - 2023 - Antoinette Rijpma-de Jong prolongeert haar Nederlandse titel op de 1.500 meter bij de Nederlandse kampioenschappen schaatsen afstanden 2023 in Heerenveen. Marijke Groenewoud en Jutta Leerdam completeren de top drie.[6]
  - 2023 - Hoogspringster Britt Weerman scherpt bij wedstrijden in Weinheim (Duitsland) het Nederlands record indoor aan tot 1,96 meter. Dat is 3 cm meer dan het oude record dat in handen was van Nadine Broersen.[7]
  - 2023 - Bij het WK veldrijden in Hoogerheide wint de Nederlandse gemengde estafetteploeg bestaande uit Tibor del Grosso, Guus van den Eijnden, Lauren Molengraaf, Leonie Bentveld, Fem van Empel en Ryan Kamp dit nieuwe onderdeel.[8]
  - 2024 - De Nederlandse Fem van Empel prolongeert haar wereldtitel veldrijden in Tábor (Tsjechië). Lucinda Brand rijdt naar zilver en Puck Pieterse completeert het geheel Nederlands podium.[9][10]
- Wetenschap en technologie
  - 1879 - Joseph Swan demonstreert de eerste gloeilamp met een gloeidraad van koolstof.
  - 1966 - Eerste zachte onbemande landing op de maan door de Loena 9 van de Sovjet-Unie.
  - 1966 - Lancering van ESSA-1, de eerste weersatelliet.
  - 1994 - Lancering van STS-60 was de eerste space shuttlemissie die naar het Russische ruimtestation Mir ging.
  - 2006 - Astronauten van het ISS laten onder de naam 'SuitSat' een leeg Orlan ruimtepak los in de ruimte voor wetenschappelijk onderzoek.[11]
  - 2024 - Ruimtevaartuig Juno passeert Io, een maan van de planeet Jupiter, op een afstand van ongeveer 1500 km. Samen met de nauwe passage van 30 december 2023 moet deze passage nieuwe inzichten opleveren over de vulkanische toestand van Io.[12]

## Geboren

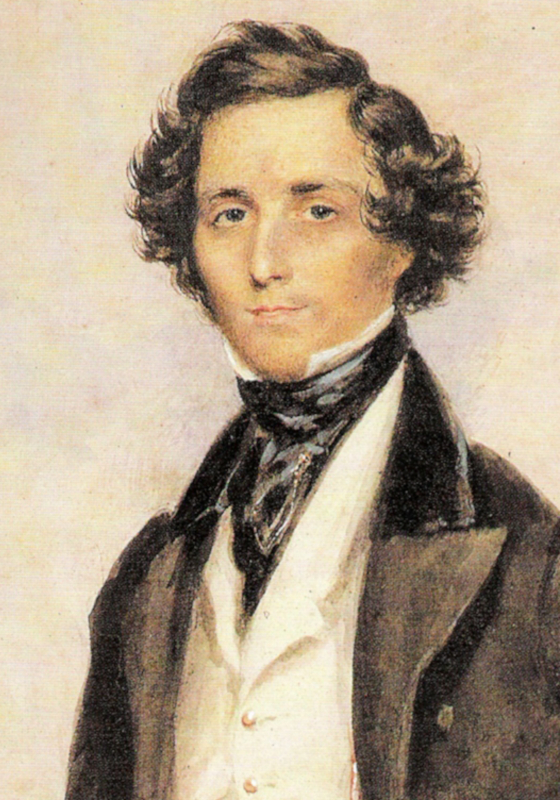
Felix Mendelssohn
geboren in 1809

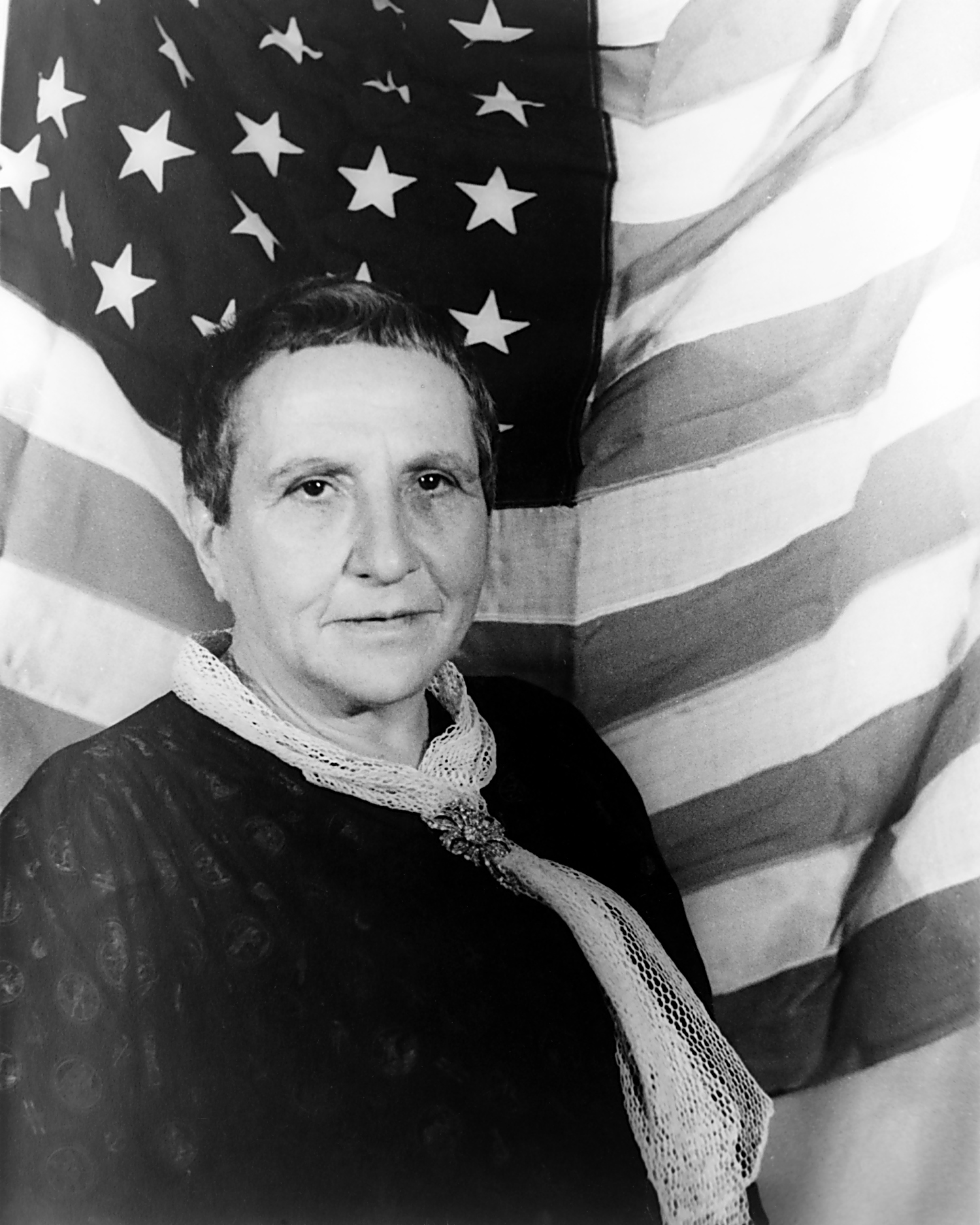
Gertrude Stein
geboren in 1874

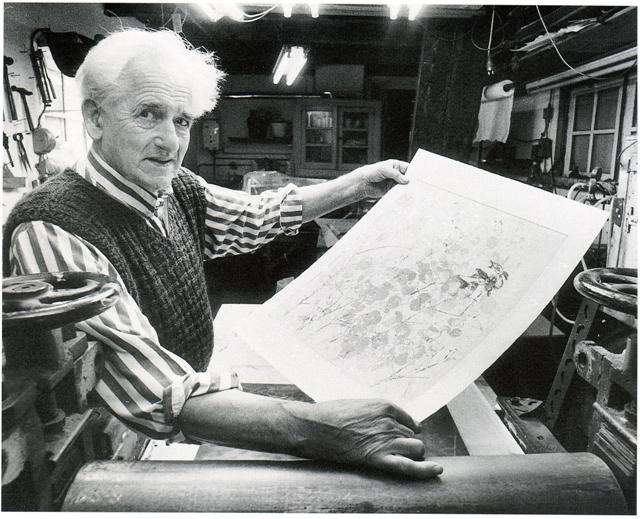
Abe Gerlsma
geboren in 1919

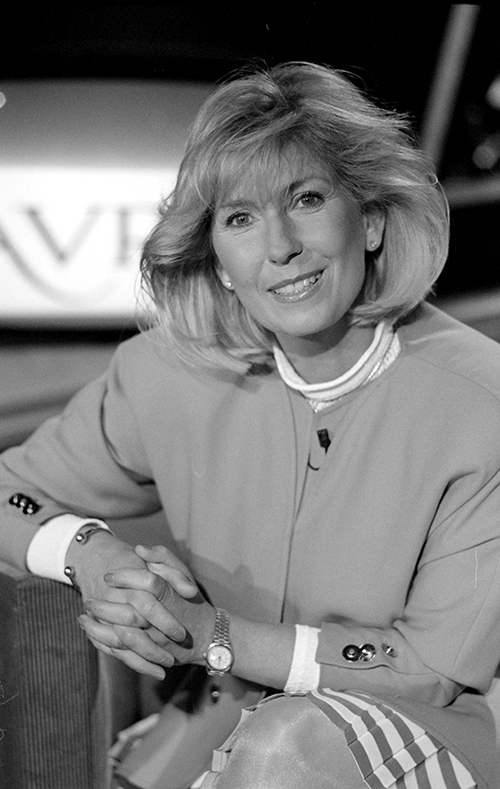
Willeke Alberti
geboren in 1945

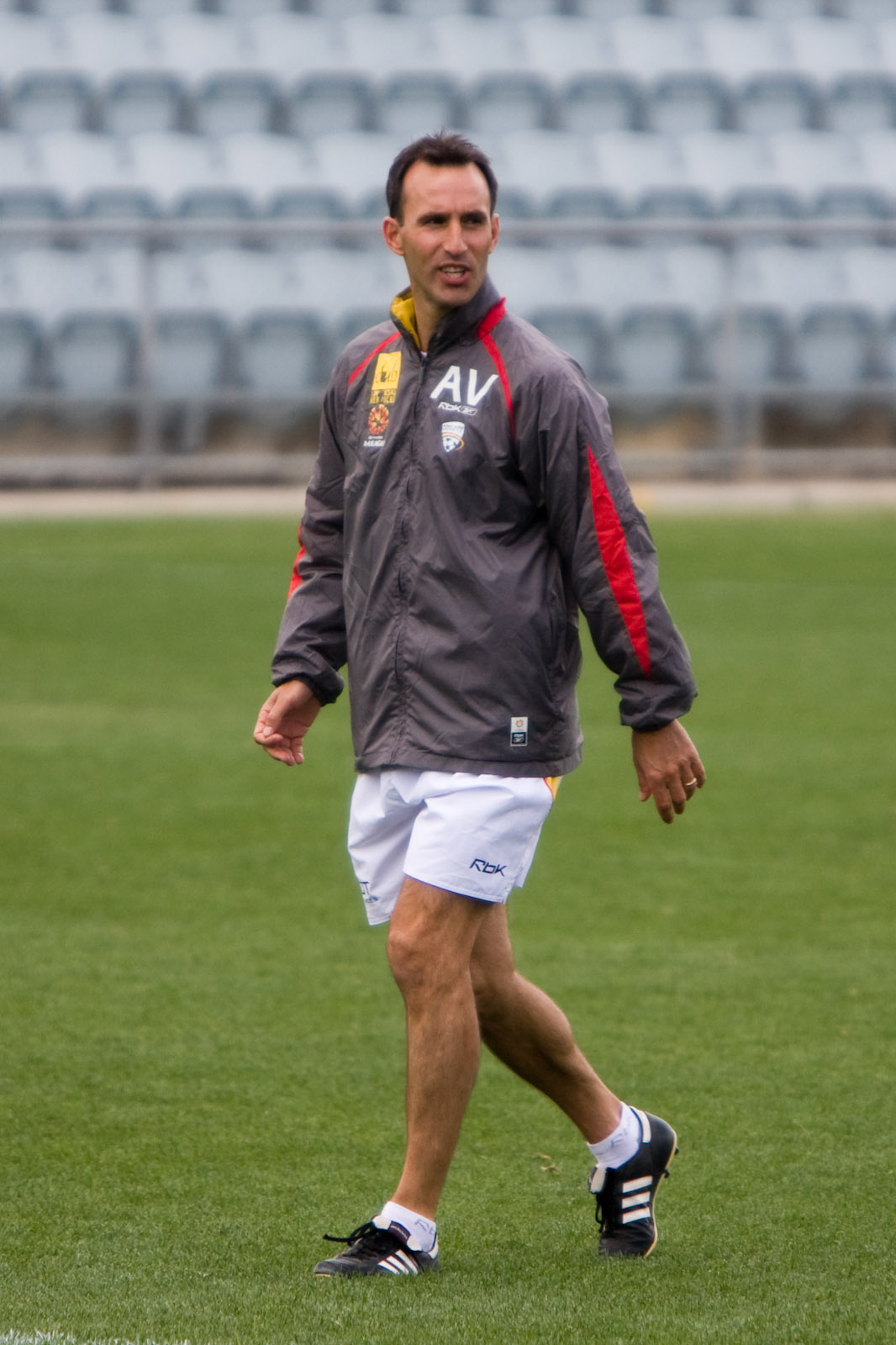
Aurelio Vidmar
geboren in 1967

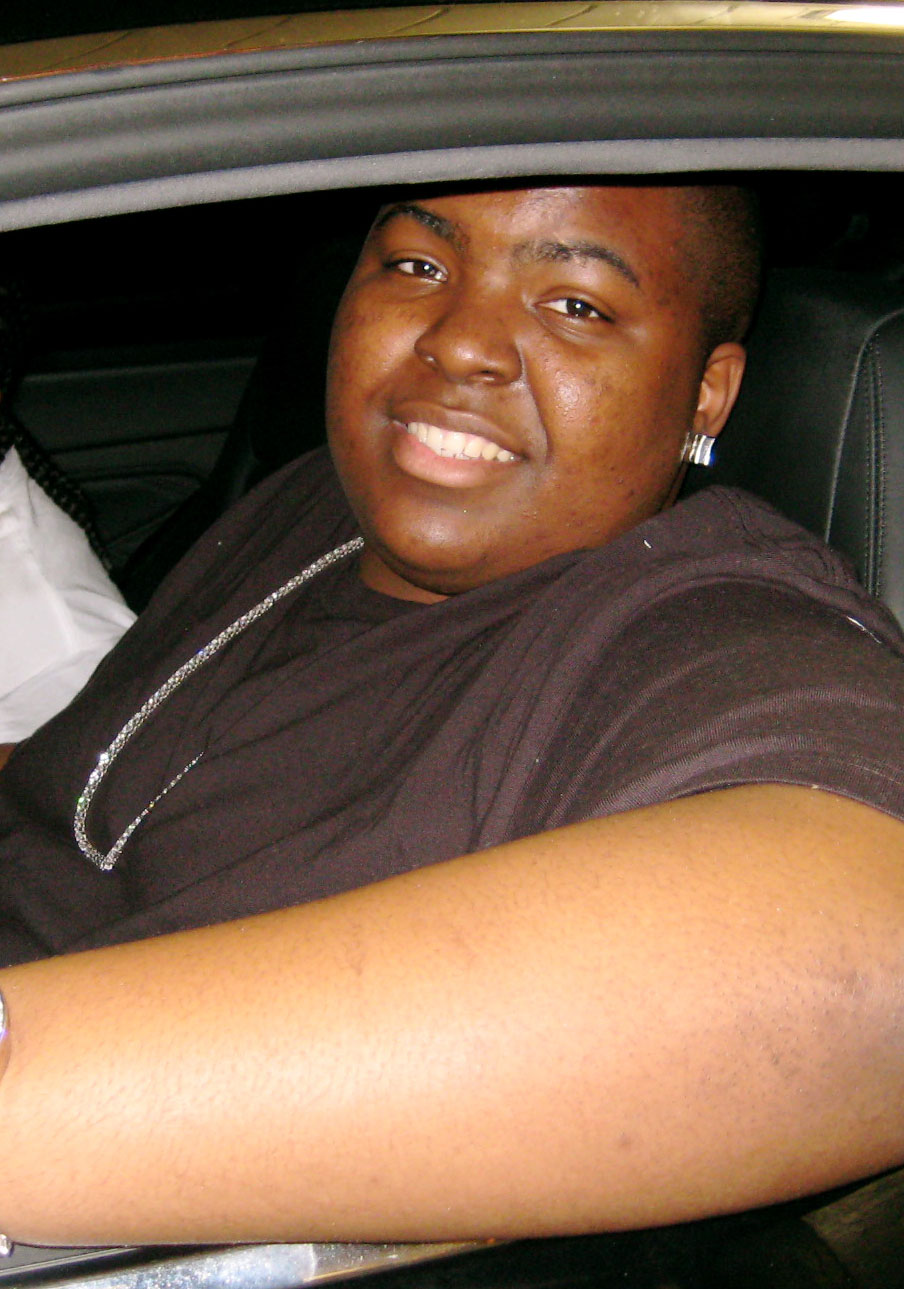
Sean Kingston
geboren in 1990

- 1612 - Samuel Butler, Engels dichter (overleden 1680)
- 1636 - Johannes van der Aeck, Nederlands kunstschilder (overleden 1682)
- 1702 - Giovanni Battista Vaccarini, Italiaans architect (overleden 1768)
- 1752 - Onno Reint Alberda van Ekenstein, Nederlands politicus (overleden 1821)
- 1805 - Otto Theodor von Manteuffel, Pruisisch conservatief staatsman (overleden 1882)
- 1808 - Marie van Saksen-Weimar-Eisenach, prinses uit het Huis Wettin (overleden 1877)
- 1809 - Felix Mendelssohn Bartholdy, Duits componist, dirigent, organist en pianist (overleden 1847)
- 1811 - Horace Greeley, Amerikaans journalist en oprichter van The New York Tribune (overleden 1872)
- 1821 - Elizabeth Blackwell, Engels-Amerikaans arts en abolitioniste (overleden 1910)
- 1826 - Walter Bagehot, Brits zakenman, journalist en essayist (overleden 1877)
- 1851 - Jo van Heutsz, Nederlands militair en gouverneur-generaal van Nederlands-Indië (overleden 1924)
- 1865 - Madeleine Carpentier, Frans kunstschilder (overleden 1949)
- 1870 - Annette Kolb, Duits schrijfster (overleden 1967)
- 1874 - Gertrude Stein, Amerikaans dichteres en schrijfster (overleden 1946)
- 1881 - Rudolf Bode, Duits gymnastiekpedagoog (overleden 1970)
- 1886 - Hendrik Rijnbergen, Nederlands violist (overleden 1964)
- 1887 - Georg Trakl, Oostenrijks apotheker en dichter (overleden 1914)
- 1890 - George Horine, Amerikaans atleet (overleden 1948)
- 1891 - Jan Donner, Nederlands jurist en politicus (overleden 1981)
- 1894 - Norman Rockwell, Amerikaans schilder en illustrator (overleden 1978)
- 1896 - Gilbert Neirinckx, Belgisch koordirigent en componist (overleden 1988)
- 1898 - Alvar Aalto, Fins ontwerper (overleden 1976)
- 1900 - Pierre Massy, Nederlands voetballer (overleden 1958)
- 1902 - Auguste Vos, Belgisch atleet (overleden ?)
- 1905 - Paul Ariste, Estisch taalkundige (overleden 1990)
- 1907 - James A. Michener, Amerikaans schrijver (overleden 1997)
- 1908 - Takashi Nagai, Japanse radioloog en schrijver (overleden in 1951)
- 1909 - André Cayatte, Frans filmregisseur en scenarist (overleden 1989)
- 1909 - Dirk Willem Folmer, Nederlands verzetsstrijder (overleden 1944?)
- 1909 - Simone Weil, Frans filosofe (overleden 1943)
- 1910 - Moshe Czerniak, Pools/Palestijns/Israëlisch schaker, schrijver, journalist en schaakcoach (overleden 1984)
- 1910 - Arie van Leeuwen, atleet (overleden 2000)
- 1912 - Jacques Soustelle, Frans antropoloog en politicus (overleden 1990)
- 1913 - Isabella Henriette van Eeghen, Nederlands archivaris en historica (overleden 1996)
- 1914 - Kees Andrea, Nederlands beeldend kunstenaar (overleden 2006)
- 1914 - Ernst Bauer, Duits militair (overleden 1988)
- 1914 - Mary Carlisle, Amerikaans kindsterretje/actrice (overleden 2018)
- 1915 - Boris Paitsjadze, Sovjet-Georgisch voetballer en voetbalcoach (overleden 1990)
- 1919 - Abe Gerlsma, Nederlands kunstenaar (overleden 2012)
- 1919 - Snooky Young, Amerikaans jazzmuzikant (overleden 2011)
- 1920 - Tony Gaze, Australisch autocoureur (overleden 2013)
- 1920 - Henry Heimlich, Amerikaans arts/chirurg (Heimlichtechniek) (overleden 2016)
- 1920 - Stan Ockers, Belgisch wielrenner (overleden 1956)
- 1920 - Jan Rijkmans, Nederlands verzetsstrijder (overleden 1944)
- 1922 - Johnny Moorhouse, Amerikaans autocoureur (overleden 1999)
- 1923 - Corinne Sickinghe, Nederlands publiciste en gouvernante (overleden 2021)
- 1925 - Shelley Berman, Amerikaans acteur (overleden 2017)
- 1925 - Leon Schlumpf, Zwitsers politicus (overleden 2012)
- 1925 - Johan Walhain, Nederlands acteur (overleden 1985)
- 1926 - Franz Islacker, Duits voetballer (overleden 1970)
- 1927 - Val Doonican, Iers zanger en televisiepresentator (overleden 2015)
- 1927 - Blas Ople, Filipijns politicus (overleden 2003)
- 1927 - Jan Reijnen, Nederlands politicus en bestuurder (overleden 2020)
- 1929 - Camilo Torres, Colombiaans priester en revolutionair (overleden 1966)
- 1930 - Sándor Csoóri, Hongaars dichter, essayist, schrijver en politicus (overleden 2016)
- 1931 - Gilbert Desmet, Belgisch wielrenner (overleden 2024)
- 1933 - Rein Dool, Nederlands beeldend kunstenaar
- 1935 - Richard Utley, Brits autocoureur
- 1935 - Johnny "Guitar" Watson, Amerikaans zanger en gitarist (overleden 1996)
- 1938 - Tony Marshall, Duits schlagerzanger (overleden 2023)
- 1938 - Karin Peters, Nederlands romanschrijfster (overleden 2011)
- 1939 - Johnny Bristol, Amerikaans zanger en producer (overleden 2004)
- 1939 - Elvire De Prez, Belgisch actrice en presentatrice (overleden 2021)
- 1939 - Jacqueline de Jong, Nederlands beeldend kunstenares (overleden 2024)
- 1940 - Marijke Merckens, Nederlands zangeres en actrice (overleden 2023)
- 1941 - Dory Funk Jr., Amerikaans professioneel worstelaar
- 1941 - Ştefan Iordache, Roemeens acteur (overleden 2008)
- 1941 - Jan Willem Storm van Leeuwen, Nederlands natuurwetenschapper, publicist en fotograaf
- 1941 - Leroy Williams, Amerikaans jazzdrummer (overleden 2022)
- 1942 - Leoluca Bagarella, Italiaans maffioso
- 1943 - Dennis Edwards, Amerikaans zanger (overleden 2018)
- 1944 - Gie Laenen, Belgisch jeugdauteur
- 1944 - Karel Wakker, Nederlands ruimtevaartkundige en hoogleraar ruimtevaarttechniek (overleden 2025)
- 1945 - Willeke Alberti, Nederlands zangeres en actrice
- 1946 - Adolovni Acosta, Filipijns pianiste
- 1946 - Jos Bex, Belgisch politicus en zakenman
- 1947 - Koos Alberts, Nederlands zanger (overleden 2018)
- 1947 - Paul Auster, Amerikaans schrijver (overleden 2024)
- 1947 - Dave Davies, Brits zanger en gitarist
- 1947 - Tommy Lindholm, Fins voetballer en voetbalcoach
- 1947 - Melanie Safka, Amerikaans zangeres (overleden 2024)
- 1947 - Maurizio Micheli, Italiaans acteur voor films en theater
- 1948 - Carlos Filipe Ximenes Belo, Oost-Timorees r.k. bisschop en Nobelprijswinnaar
- 1948 - János Drapál, Hongaars motorcoureur (overleden 1985)
- 1948 - Henning Mankell, Zweeds schrijver (overleden 2015)
- 1949 - Oscar Benton, Nederlands zanger (overleden 2020)
- 1949 - Hennie Kuiper, Nederlands wielrenner
- 1950 - Rocky Moran, Amerikaans autocoureur
- 1951 - Blaise Compaoré, Burkinees president
- 1952 - Andrej Makejev, Russisch basketballer (overleden 2021)
- 1952 - Nora Tilley, Belgisch actrice (overleden 2019)
- 1953 - Bojan Prašnikar, Sloveens voetballer en voetbalcoach
- 1955 - Bruno Pezzey, Oostenrijks voetballer (overleden 1994)
- 1956 - Ernie Brandts, Nederlands voetballer en voetbaltrainer
- 1956 - Hernán Darío Gómez, Colombiaans voetballer en voetbalcoach
- 1956 - Nathan Lane, Amerikaans acteur
- 1957 - Filip Benoot, Belgisch voetballer (overleden 2023)
- 1957 - Jan Kuitenbrouwer, Nederlands journalist en publicist
- 1957 - Sima Samar, Afghaans politica en mensenrechtenverdedigster
- 1957 - Koos Waslander, Nederlands voetballer en voetbaltrainer
- 1958 - Klaus Berggreen, Deens voetballer
- 1959 - Thomas Calabro, Amerikaans acteur
- 1959 - Chan Santokhi, Surinaams politicus
- 1959 - Lol Tolhurst, Brits drummer en toetsenist
- 1960 - Joachim Löw, Duits voetbaltrainer
- 1961 - Jules Kortenhorst, Nederlands politicus
- 1961 - Marcel Peek, Nederlands schaker
- 1962 - Chris Tates, Nederlands acteur
- 1963 - Jørn Andersen, Noors voetballer en voetbalcoach
- 1963 - Isabella Lövin, Zweeds journaliste en politica
- 1964 - Michael Rummenigge, Duits voetballer
- 1965 - Maura Tierney, Amerikaans actrice
- 1966 - Martin Wijnen, Nederlandse luitenant-generaal van de Koninklijke Landmacht
- 1966 - Jean-Jacques Eydelie, Frans voetballer
- 1967 - Mika-Matti Paatelainen, Fins voetballer en voetbalcoach
- 1967 - Aurelio Vidmar, Australisch voetballer
- 1968 - Mary Onyali-Omagbemi, Nigeriaans atlete
- 1968 - Irina Permitina, Russisch atlete
- 1969 - Beau Biden, Amerikaans advocaat en politicus (overleden 2015)
- 1970 - Óscar Córdoba, Colombiaans voetballer
- 1970 - Richie Kotzen, Amerikaans rockgitarist, zanger en componist
- 1970 - Anthony Russo, Amerikaans film- en televisieregisseur
- 1970 - Ingrid Visseren-Hamakers, Nederlands wetenschapper en politica
- 1971 - Elisa Donovan, Amerikaans actrice
- 1972 - Mart Poom, Ests voetballer
- 1976 - Cătălin Hîldan, Roemeens voetballer (overleden 2000)
- 1976 - Igor Lukanin, Azerbeidzjaans kunstschaatser
- 1977 - Tim Rogge, Belgisch atleet
- 1978 - Adrian R'Mante, Amerikaans acteur
- 1978 - Eliza Schneider, Amerikaans (stem)actrice, muzikant en dialectoloog
- 1978 - Tanja Nijmeijer, Nederlands voormalig lid van de Colombiaanse FARC.
- 1979 - Lúcio Flávio dos Santos, Braziliaans voetballer
- 1979 - Wouter Vrancken, Belgisch voetballer
- 1980 - Markus Esser, Duits atleet
- 1980 - George Ogăraru, Roemeens voetballer
- 1981 - Wouter de Jong, Nederlands acteur
- 1981 - Jose Antonio Vargas, Filipijns journalist
- 1982 - Tim Burke, Amerikaans biatleet
- 1982 - Sybren Jansma, Nederlands bobsleeër
- 1983 - Younis Mahmoud, Iraaks voetballer
- 1983 - Gabriel Sargissian, Armeens schaker
- 1983 - Michal Šlesingr, Tsjechisch biatleet
- 1985 - Oleksandr Alijev, Oekraïens voetballer
- 1986 - Angelique Houtveen, Nederlands radio-dj
- 1986 - Michael Rimmer, Brits atleet
- 1986 - Jochen Vanarwegen, Belgisch voetballer
- 1987 - Youssef El-Arabi, Marokkaans-Frans voetballer
- 1987 - Petri Viljanen, Fins voetbalscheidsrechter
- 1988 - Davy Brouwers, Belgisch voetballer
- 1988 - Kamil Glik, Pools-Duits voetballer
- 1988 - Jana Martynova, Russisch zwemster
- 1988 - Gregory van der Wiel, Nederlands-Curaçaos voetballer
- 1989 - Slobodan Rajković, Servisch voetballer
- 1990 - Ridny Cairo, Surinaams-Nederlands voetballer
- 1990 - Stefano Comini, Zwitsers autocoureur
- 1990 - Kayla Compton, Amerikaans actrice
- 1990 - Sean Kingston, Jamaicaans-Amerikaans zanger
- 1990 - Luis Ángel Mendoza, Mexicaans voetballer
- 1990 - Marko Vejinović, Nederlands-Servisch voetballer
- 1991 - Willy Boly, Ivoriaans-Frans voetballer
- 1991 - Elena Curtoni, Italiaans alpineskiester
- 1991 - Stefan Hierländer, Oostenrijks voetballer
- 1991 - Erik Kynard, Amerikaans atleet
- 1991 - Adrian Quaife-Hobbs, Brits autocoureur
- 1991 - Ruben den Uil, Nederlands voetbaltrainer
- 1992 - Carlotta Fedeli, Italiaans autocoureur
- 1992 - Daniel Schmidt, Japans voetballer
- 1992 - Chloe Sutton, Amerikaans zwemster
- 1992 - Mathias Weissenbacher, Oostenrijks snowboarder
- 1993 - Sokratis Dioudis, Grieks voetballer
- 1993 - Getter Jaani, Ests zangeres
- 1993 - Sajat Karabajev, Kazachs voetbalscheidsrechter
- 1993 - Dennis Lind, Deens autocoureur
- 1993 - Andrij Pilsjtsjykov, Oekraïens gevechtspiloot (overleden 2023)
- 1994 - Jordan Ikoko, Congolees-Frans voetballer
- 1994 - Jevgeni Klimov, Russisch schansspringer
- 1994 - Dennis van de Laar, Nederlands autocoureur
- 1994 - Elmo Lieftink, Nederlands voetballer
- 1994 - Malaika Mihambo, Duits atlete
- 1994 - Yuki Tsubota, Canadees freestyleskiester
- 1995 - Víctor Guzmán, Mexicaans voetballer
- 1995 - Olivier Rommens, Belgisch voetballer
- 1996 - Jorge Navarro, Spaans motorcoureur
- 1997 - Lewis Cook, Engels voetballer
- 1997 - Kay Tejan, Nederlands voetballer
- 1997 - Laurens Vermijl, Belgisch voetballer
- 1998 - Yurani Blanco, Spaans wielrenster
- 1998 - Marko Ilić, Servisch voetballer
- 1999 - Fran Beltrán, Spaans voetballer
- 1999 - Maikel Verberk, Nederlands darter
- 2000 - Enzo Le Fée, Frans voetballer
- 2000 - Helena Ponette, Belgisch atlete
- 2000 - Siemen Voet, Belgisch voetballer
- 2001 - Célina Ould Hocine, Frans voetbalster
- 2001 - Rhys Williams, Engels-Jamaicaans voetballer
- 2003 - Emanuel Emegha, Nederlands-Nigeriaans voetballer
- 2004 - Livano Comenencia, Nederlands-Curaçaos voetballer
- 2004 - Scoot Henderson, Amerikaans basketballer
- 2006 - Michelle Agyemang, Engels voetbalster
- 2006 - Saga Ludvigsson, Zweeds zangeres

## Overleden

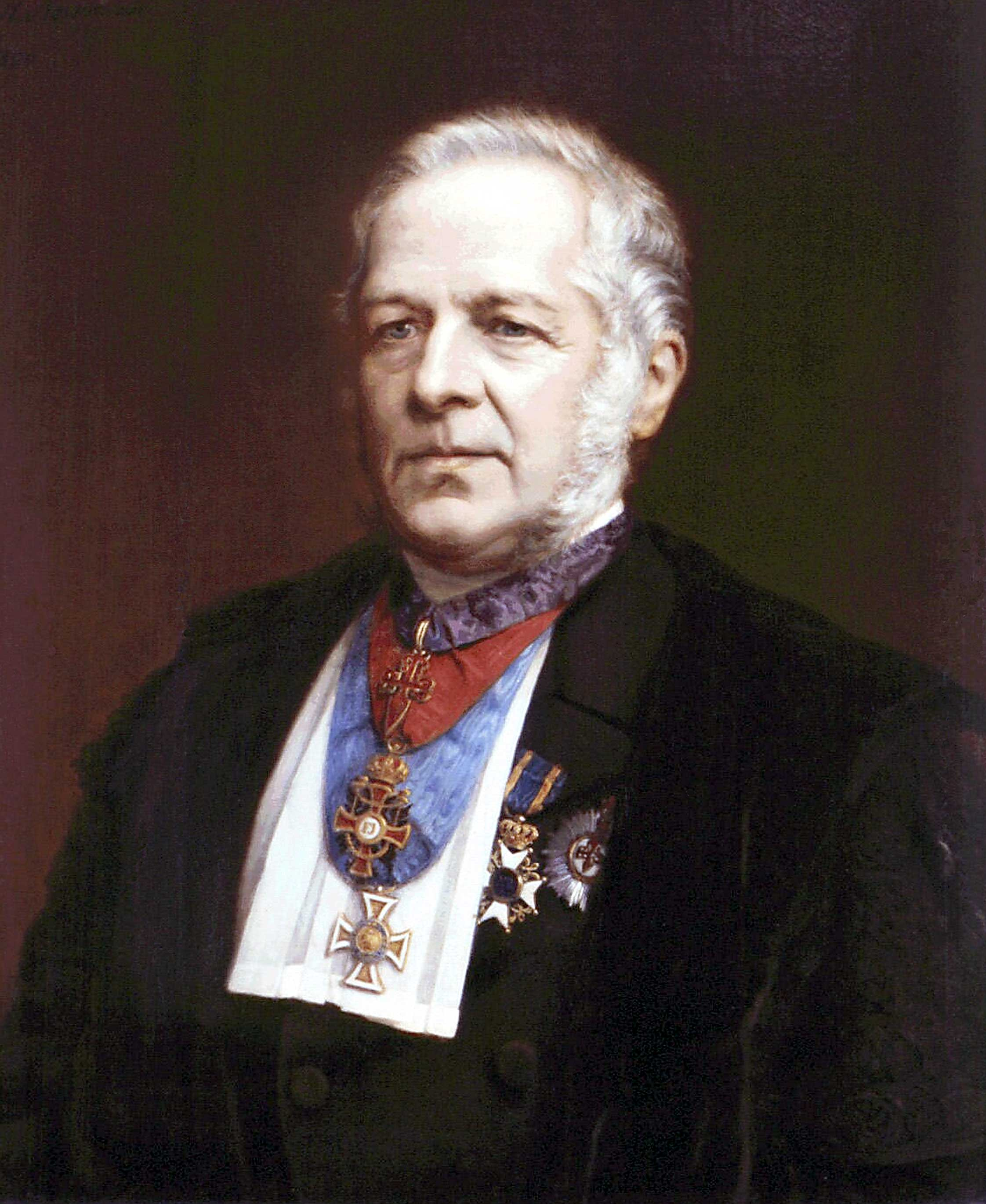
Christophorus Buys Ballot
overleden in 1890

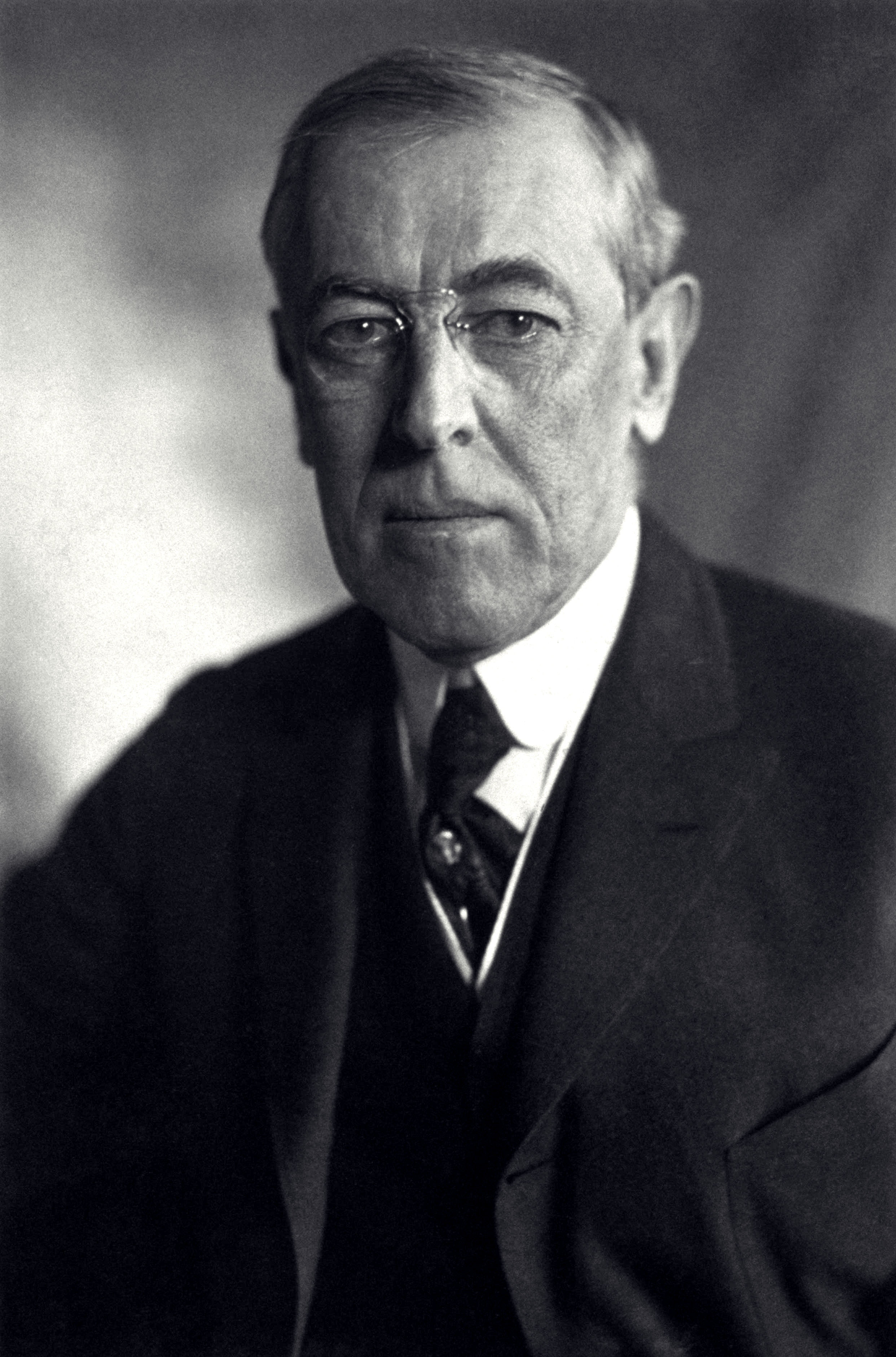
Woodrow Wilson
overleden in 1924

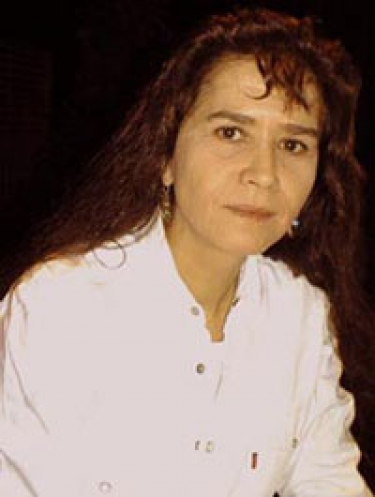
Maria Schneider
overleden in 2011

- 619 - Laurentius, aartsbisschop van Canterbury
- 865 - Ansgarius (64), bisschop
- 690 - Hadelinus van Celles (~73), Frankisch abt
- 1399 - Jan van Gent (58), hertog van Lancaster
- 1679 - Karel Siegfried van Nassau-Ottweiler (19), Duits militair
- 1811 - Johann Beckmann (71), Duits filosoof, econoom en wetenschapshistoricus
- 1824 - Jacob Vosmaer (40), Nederlands geneeskundige en schrijver
- 1832 - George Crabbe (78), Engels dichter
- 1852 - Rulemann Friedrich Eylert (81), Duits (Pruisisch) predikant en evangelisch bisschop
- 1875 - Everhardus Johannes Potgieter (66), Nederlands schrijver
- 1881 - John Gould (76), Brits ornitholoog
- 1889 - Belle Starr (40), Amerikaans outlaw
- 1890 - Christophorus Buys Ballot (72), Nederlands meteoroloog, wis- en natuurkundige
- 1899 - Geert Adriaans Boomgaard (110), Nederlands oudste mens
- 1904 - Georg von Eppinghoven (54), buitenechtelijke zoon van koning Leopold I der Belgen en diens minnares Arcadie Claret
- 1919 - Maria Theresia Henriëtte van Oostenrijk-Este (69), koningin van Beieren
- 1922 - Christiaan de Wet (67), Zuid-Afrikaans Boerengeneraal
- 1923 - Kuroki Tamemoto (78), Japans generaal
- 1924 - Woodrow Wilson (67), Amerikaans president
- 1925 - Jaap Eden (51), Nederlands eerste schaats- en wielerkampioen
- 1926 - Paul Sédir (55), Frans schrijver en mysticus
- 1929 - Agner Erlang (51), Deens wiskundige
- 1931 - Aniceto Lacson (73), Filipijns suikerbaron, grootgrondbezitter en revolutionair
- 1940 - David Hammond (59), Amerikaans waterpoloër
- 1944 - Berthold von Deimling (90), Duits militair
- 1945 - Roland Freisler (51), Duits jurist
- 1946 - E. Phillips Oppenheim, Engels schrijver
- 1958 - Johan Buziau (81), Nederlands komiek en revueartiest
- 1959 - The Big Bopper (28), Amerikaans zanger en diskjockey
- 1959 - Buddy Holly (22), Amerikaans zanger
- 1959 - Ritchie Valens (17), Amerikaans zanger
- 1960 - Johannes Geelkerken (80), Nederlands predikant en theoloog
- 1960 - Gustave Guillaume (76), Frans linguïst
- 1967 - Joe Meek (37), Engels muziekproducent
- 1968 - Emile Verviers (81), Nederlands econoom en publicist
- 1970 - Camille Gaspar, (93), Belgisch kunsthistoricus en conservator
- 1975 - William David Coolidge (101), Amerikaans natuurkundige
- 1975 - Ernest Sterckx (52), Belgisch wielrenner
- 1975 - Trefossa (Henri Frans de Ziel) (60), Surinaams dichter
- 1977 - Pauline Starke (76), Amerikaans actrice
- 1079 - Cornelis Franciscus Scheffer (67), Nederlands bedrijfseconoom en hoogleraar bedrijfshuishoudkunde
- 1980 - Pedro Sabido (85), Filipijns politicus en diplomaat
- 1983 - Antonio Samorè, (77), Italiaans curiekardinaal
- 1984 - Ronny Bierman, (45), Nederlands actrice
- 1986 - Narciso Ramos (85), Filipijns politicus en ambassadeur
- 1989 - John Cassavetes (60), Amerikaans acteur en regisseur
- 1991 - Ernst Kalwitzki (81), Duits voetballer
- 1992 - Jan Keessen (88), Nederlands violist
- 1993 - Paul Emery (76), Brits autocoureur
- 1996 - Norm Houser (80), Amerikaans autocoureur
- 1996 - Audrey Meadows (73), Amerikaans actrice
- 1997 - Bohumil Hrabal (82), Tsjechisch schrijver
- 1997 - Frans Swarttouw (64), Nederlands zakenman
- 1998 - Fat Pat (27), Amerikaans rapper
- 1998 - Elt Drenth (48), Nederlands zwemmer
- 1999 - Luc Borrelli (33), Frans voetballer
- 2000 - Pierre Plantard (79), Frans schrijver en man achter de Priorij van Sion
- 2001 - Jan Bijlefeld (78), Nederlands architect
- 2003 - Peter Schat (67), Nederlands componist
- 2003 - Lana Clarkson (40), Amerikaans actrice en model
- 2004 - Cornelius Bumpus (58), Amerikaans saxofonist
- 2004 - Fiep Westendorp (87), Nederlands tekenares
- 2004 - Warren Zimmermann (69), Amerikaans diplomaat
- 2005 - Ernst Mayr (100), Amerikaans evolutiebioloog
- 2005 - Zoerab Zjvania (41), Georgisch premier
- 2006 - Ustad Qawwal Bahauddin (71), Indiaas-Pakistaans Qawwali-zanger
- 2006 - Al Lewis (82), Amerikaans acteur
- 2006 - Romano Mussolini (79), Italiaans jazzpianist
- 2006 - Joop van der Reijden (79), Nederlands politicus en omroepbestuurder
- 2009 - Kurt Demmler (65), Duits singer-songwriter
- 2009 - Howard Kanovitz (79), Amerikaans kunstenaar
- 2009 - Max Neuhaus (69), Amerikaans geluidskunstenaar
- 2009 - Louis Proost (73), Belgisch wielrenner
- 2009 - Sheng-yen (79), Taiwanees boeddhistisch zenmeester
- 2010 - Gil Merrick (88), Engels voetballer
- 2011 - Gerard Hoekveld (76), Nederlands sociaal geograaf
- 2011 - Maria Schneider (58), Frans actrice
- 2012 - Ben Gazzara (81), Amerikaans acteur
- 2012 - Mart Port (90), Estisch architect
- 2012 - Samuel Youd (89), Brits sciencefictionschrijver
- 2013 - Peter Gilmore (81), Brits acteur
- 2013 - Pieter Loos (73), Nederlands burgemeester
- 2013 - Zlatko Papec (79), Kroatisch voetballer
- 2014 - Louise Brough (90), Amerikaans tennisster
- 2014 - Richard Bull (89), Amerikaans acteur
- 2014 - Nel Garritsen (80), Nederlands zwemster
- 2015 - Christophe Gbenye (85), Congolees politicus en rebellenleider
- 2015 - Henri Ghion (80), Belgisch striptekenaar
- 2015 - Martin Gilbert (78), Brits historicus
- 2015 - Mary Healy (96), Amerikaans actrice
- 2015 - Ion Nunweiller (79), Roemeens voetballer
- 2016 - Joe Alaskey (63), Amerikaans stemacteur
- 2016 - Big Kap (45), Amerikaans deejay
- 2016 - Mark Farren (33), Iers voetballer
- 2016 - Maurice White (74), Amerikaans zanger (Earth, Wind & Fire)
- 2018 - Károly Palotai (82), Hongaars voetballer en scheidsrechter
- 2018 - Dirk Schouten (95), Nederlands econoom en rector magnificus
- 2019 - Julie Adams (92), Amerikaans actrice
- 2019 - Susanna Woodtli (98), Zwitsers historica en feministe
- 2019 - Kristoff St. John (52), Amerikaans acteur
- 2020 - Philippe Adamov (63), Frans striptekenaar
- 2020 - Jacques Delelienne (91), Belgisch atleet
- 2020 - George Steiner (90), Frans-Amerikaans schrijver, literatuurwetenschapper en cultuurfilosoof
- 2021 - Kris De Bruyne (70), Belgisch zanger
- 2021 - Haya Harareet (89), Israëlisch actrice
- 2021 - Patrick Lebon (81), Belgisch film- en televisieregisseur
- 2021 - Tony Trabert (90), Amerikaans tennisser, tennisverslaggever, -leraar, auteur
- 2022 - Mickey Bass (78), Amerikaans jazzbassist
- 2022 - Dieter Mann (80), Duits acteur, radiopersoonlijkheid en regisseur
- 2022 - Christos Sartzetakis (92), Grieks jurist en staatsman
- 2022 - Francisco Raúl Villalobos Padilla (101), Mexicaans bisschop
- 2022 - Abu Ibrahim al-Hashimi al-Qurayshi (45), Iraaks terrorist
- 2022 - Jan op den Velde (90), Nederlands roeier
- 2023 - Joan Oates (94), Amerikaans archeologe
- 2023 - Paco Rabanne (88), Spaans modeontwerper
- 2023 - Norbert Van Slambrouck (85), Belgisch radiopresentator en zanger
- 2023 - Shevah Weiss (87), Pools-Israëlisch politiek wetenschapper en politicus
- 2024 - Aston Barrett (77), Jamaicaans basgitarist en rastafari
- 2024 - José Reynaert (102), Belgisch voetballer
- 2024 - Victor Emanuel van Savoye (86), Italiaans (kroon)prins
- 2025 - Joost Brugman (94), Nederlands poppenspeler
- 2025 - Ferd Hugas (87), Nederlands acteur en scenarioschrijver
- 2025 - Lima (83), Braziliaans voetballer

## Viering/herdenking
- Rooms-katholieke kalender:

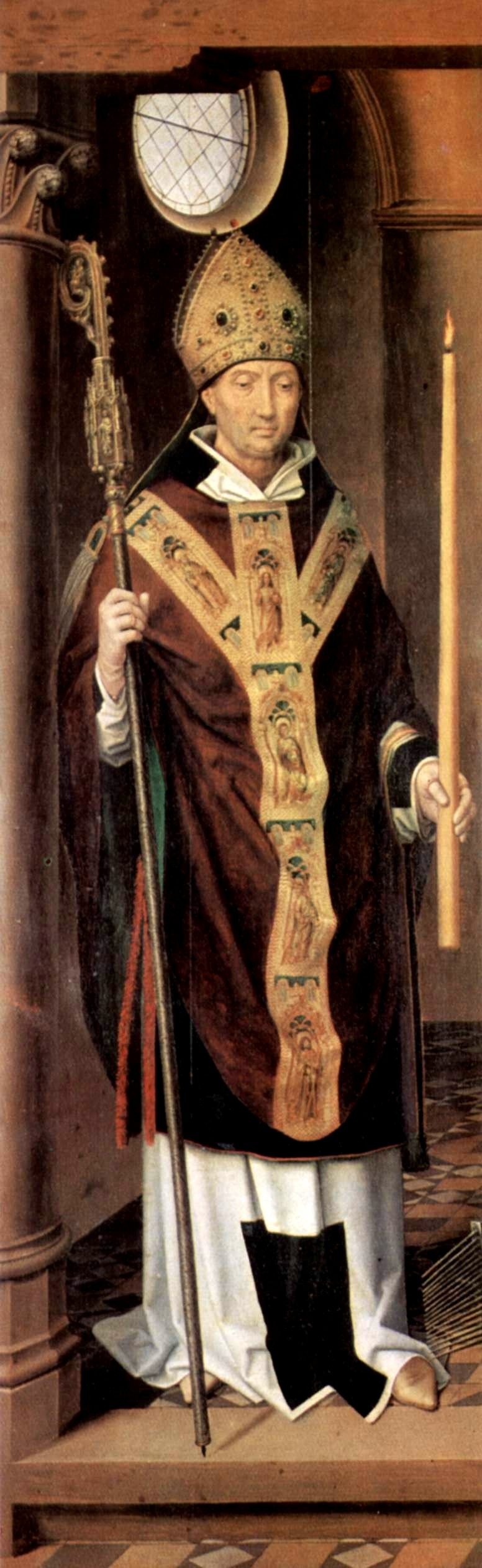
Heilige Blasius

  - Heilige Blasius († c.316) - Vrije Gedachtenis
  - Heilige Ansgar (van Hamburg) († 865) - Vrije Gedachtenis
  - Heilige Hadelijn (van Celles) († c.690) - Gedachtenis (in Bisdom Luik)
  - Heiligen Berlindis (van Meerbeek) († 702), Nona en Celsa- Gedachtenis (in Bisdom Gent)
  - Heilige Laurentius van Canterbury († 619)
  - Heilige Claudine Thévenet († 1837)
  - Heilige Marie Rivier († 1838)
  - Heilige Werburga van Trentham/Chester († 699)
  - Zalige Ia (van Cornwall) († 450)
  - Zalige (Marie) Yvonne (Aimée-de-Jesus) Beauvais († 1951)
  - Zalige Justo Takayama Ukon († 1615)

## Weerextremen

### Nederland
| | Officiële records | Officiële records | Officiële records |      | Landelijke records | Landelijke records | Landelijke records      |
| Gebeurtenis | Jaar              | Extreem           | Locatie           | Jaar | Extreem            | Locatie            |                         |
| --- | ----------------- | ----------------- | ----------------- | ---- | ------------------ | ------------------ | ----------------------- |
| Laagste etmaalgemiddelde temperatuur (°C) | 1912              | −11,4             | De Bilt           |      | 1917               | −14,8              | Maastricht              |
| Hoogste etmaalgemiddelde temperatuur (°C) | 2004              | 13,5              | De Bilt           |      | 2004               | 13,7               | Berkhout                |
| Laagste minimumtemperatuur (°C) | 1912              | −19,9             | De Bilt           |      | 2012               | −20,9              | Lelystad                |
| Hoogste minimumtemperatuur (°C) | 2004              | 10,9              | De Bilt           |      | 2004               | 11,1               | Heino                   |
| Laagste maximumtemperatuur (°C) | 1912              | −8,3              | De Bilt           |      | 1940               | −8,7               | Eelde                   |
| Hoogste maximumtemperatuur (°C) | 2004              | 16,1              | De Bilt           |      | 2004               | 16,2               | Hoogeveen               |
| Hoogste uurgemiddelde windsnelheid (m/s) | 1946              | 15,4              | De Bilt           |      | 1944 1981          | 22,6               | Vlissingen Huibertgat   |
| Hoogste windstoot (m/s) | 1981              | 21,1              | De Bilt           |      | 2016               | 47,0               | Huibertgat              |
| Langste zonneschijnduur (uur) | 1929              | 8,1               | De Bilt           |      | 1954               | 8,4                | Gilze-Rijen, Vlissingen |
| Langste neerslagduur (uur) | 2001              | 15,5              | De Bilt           |      | 2001               | 21,8               | Marknesse               |
| Hoogste etmaalsom van de neerslag (mm) | 1922              | 24,0              | De Bilt           |      | 1922               | 24,0               | De Bilt                 |
| Laagste etmaalgemiddelde relatieve vochtigheid (%) | 1929              | 45                | De Bilt           |      | 1929               | 45                 | De Bilt                 |
| Laagste uurwaarde luchtdruk op zeeniveau (hPa) | 1922              | 986,3             | De Bilt           |      | 2003               | 984,4              | Hoorn Terschelling      |
| Hoogste uurwaarde luchtdruk op zeeniveau (hPa) | 1949              | 1045,5            | De Bilt           |      | 1949               | 1045,7             | Maastricht              |
| Officiële records worden altijd gemeten op het KNMI-weerstation in De Bilt. Landelijke records kunnen worden gemeten op elk officieel KNMI-weerstation in Nederland. |                   |                   |                   |      |                    |                    |                         |

Uitzonderlijke gebeurtenissen
- 1825 - Stormvloed van 1825
- 1912 - Officieel laagste minimumtemperatuur in °C van het jaar gemeten in De Bilt: −19,9
- 1912 - Officieel laagste maximumtemperatuur in °C van het jaar gemeten in De Bilt: −8,3
- 1919 - Officieel laagste maximumtemperatuur in °C van het jaar gemeten in De Bilt: −4,8. Samen met 30 januari en 2 februari
- 1934 - Officieel laagste minimumtemperatuur in °C van het jaar gemeten in De Bilt: −8,0
- 2004 - Eerste officiële zachte dag van het jaar (maximumtemperatuur ≥ 15 °C in De Bilt)
- 2004 - Eerste landelijke zachte dag van het jaar gemeten in Arcen, Berkhout, Cabauw, De Bilt, Deelen, Eelde, Eindhoven, Ell, Gilze-Rijen, Heino, Herwijnen, Hoogeveen, Lelystad, Maastricht, Nieuw Beerta, Soesterberg, Twenthe, Valkenburg ZH, Volkel, Westdorpe en Woensdrecht (maximumtemperatuur ≥ 15 °C op een officieel weerstation)

### België
Dagrecords
- 1917 - Laagste etmaalgemiddelde temperatuur −10,9 °C
- 2004 - Hoogste etmaalgemiddelde temperatuur 12,9 °C
- 1917 - Laagste minimumtemperatuur −15,9 °C
- 2004 - Hoogste maximumtemperatuur 15,5 °C
- 1946 - Hoogste etmaalsom van de neerslag 20,5 mm

Uitzonderlijke gebeurtenissen
- 1917 - Minimumtemperatuur: −18,3 °C in Bree tot –26,5 °C in Vielsalm.
- 1990 - Zware storm met rukwinden tot 122 km/h in Bierset (Grâce-Hollogne) en tot 131 km/h in Saint-Hubert.
- 1998 - Minimumtemperatuur in Elsenborn (Bütgenbach): −21,9 °C.
- 2003 - Een tornado richt tussen Herk-de-Stad en Stevoort (Hasselt) flinke schade aan.

<< · 1 · 2 · 3 · 4 · 5 · 6 · 7 · 8 · 9 · 10 · 11 · 12 · 13 · 14 · 15 · 16 · 17 · 18 · 19 · 20 · 21 · 22 · 23 · 24 · 25 · 26 · 27 · 28 · 29 · (30) · >>